# Wentylator

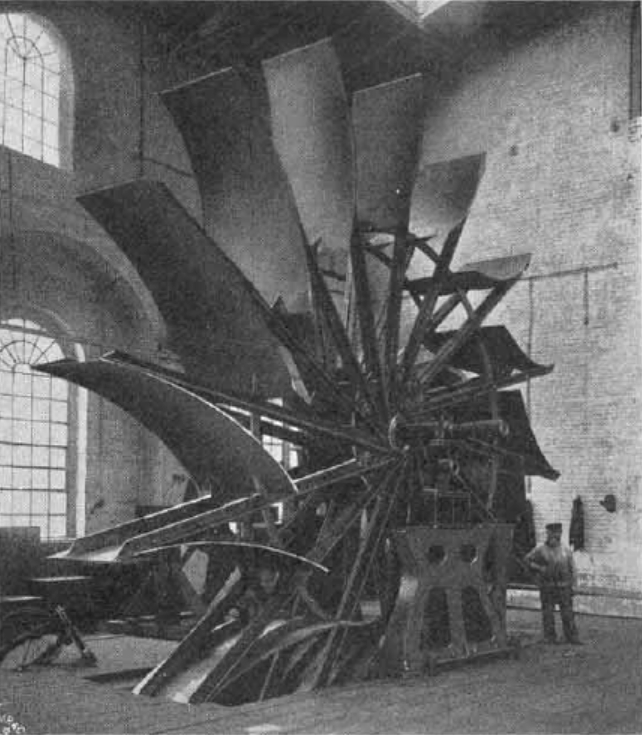
Wentylator kopalniany sprzed 1908 roku

Wentylator (sprężarka) – maszyna przepływowa do transportowania gazów poprzez urządzenia technologiczne wykorzystująca do tego celu przewody wentylacyjne, w której przyrost ciśnienia statycznego ze strony ssawnej jest większy niż ze strony tłocznej (nie przekracza 13 kPa), a cała energia gazu jest zawarta w jej składowej kinetycznej.

## Typy wentylatorów
Ze względu na cechy konstrukcyjne wentylatory dzieli się na:
- osiowe
  - śmigłowe
  - normalne
  - przeciwbieżne
  - strumieniowe
- promieniowe
  - normalne
  - bębnowe
  - poprzeczne
- osiowo-akcyjne
- diagonalne

Ze względu na sposób zabudowy wentylatora w sieci:
- ssące
- tłoczące
- ssąco-tłoczące

Ze względu na zastosowanie:
- ogólnego przeznaczenia
- specjalnego przeznaczenia
- przeznaczone do transportu pneumatycznego
- morskie
- przeciwwybuchowe
- do transportowania substancji aktywnych chemicznie
- kopalniane

Ze względu na wielkość wytwarzanego ciśnienia:
- niskociśnieniowe, spiętrzenie całkowite < 720 Pa
- średniociśnieniowe, spiętrzenie całkowite w zakresie 720–3600 Pa
- wysokociśnieniowe, spiętrzenie całkowite > 3600 Pa

Ze względu na liczbę wirników występujących w wentylatorze:
- jednostopniowe
- wielostopniowe

## Wentylatory komputerowe

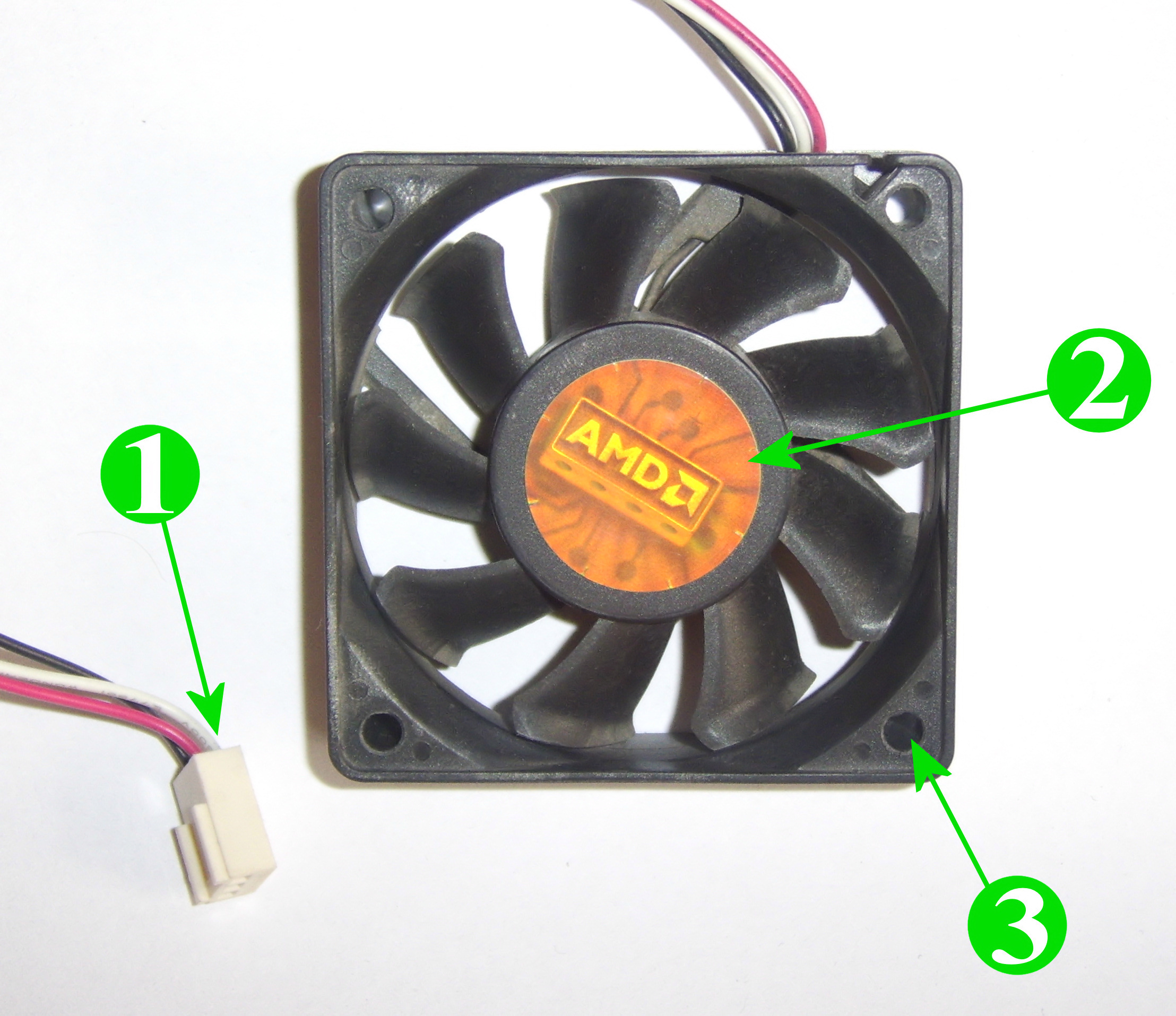
Wentylator z widoczną końcówką zasilającą wpinaną w płytę główną:
1. końcówka zasilająca,
2. wirnik z łopatkami,
3. otwory na wkręty mocujące do radiatora.

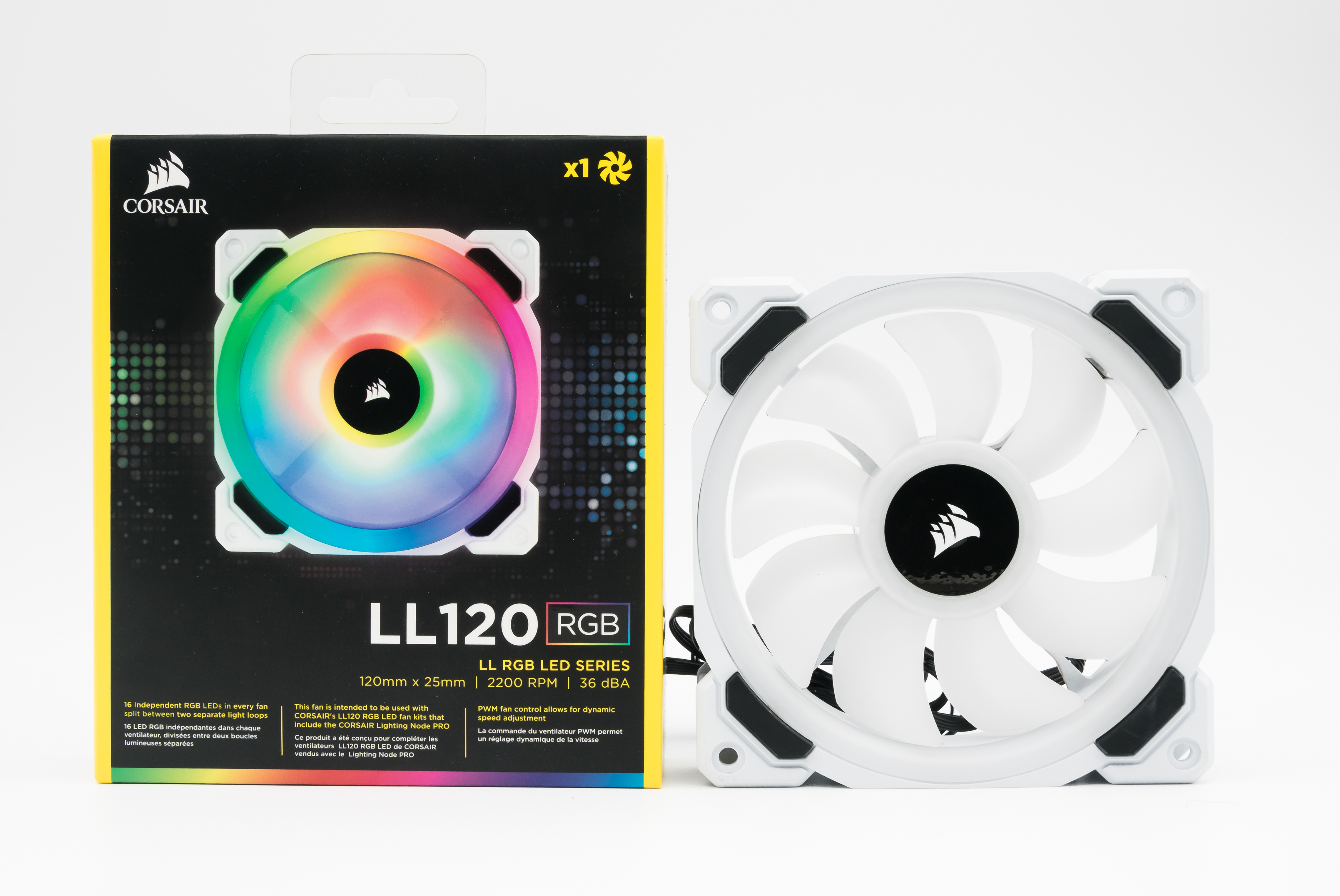
Wentylator Corsair LL120 RGB

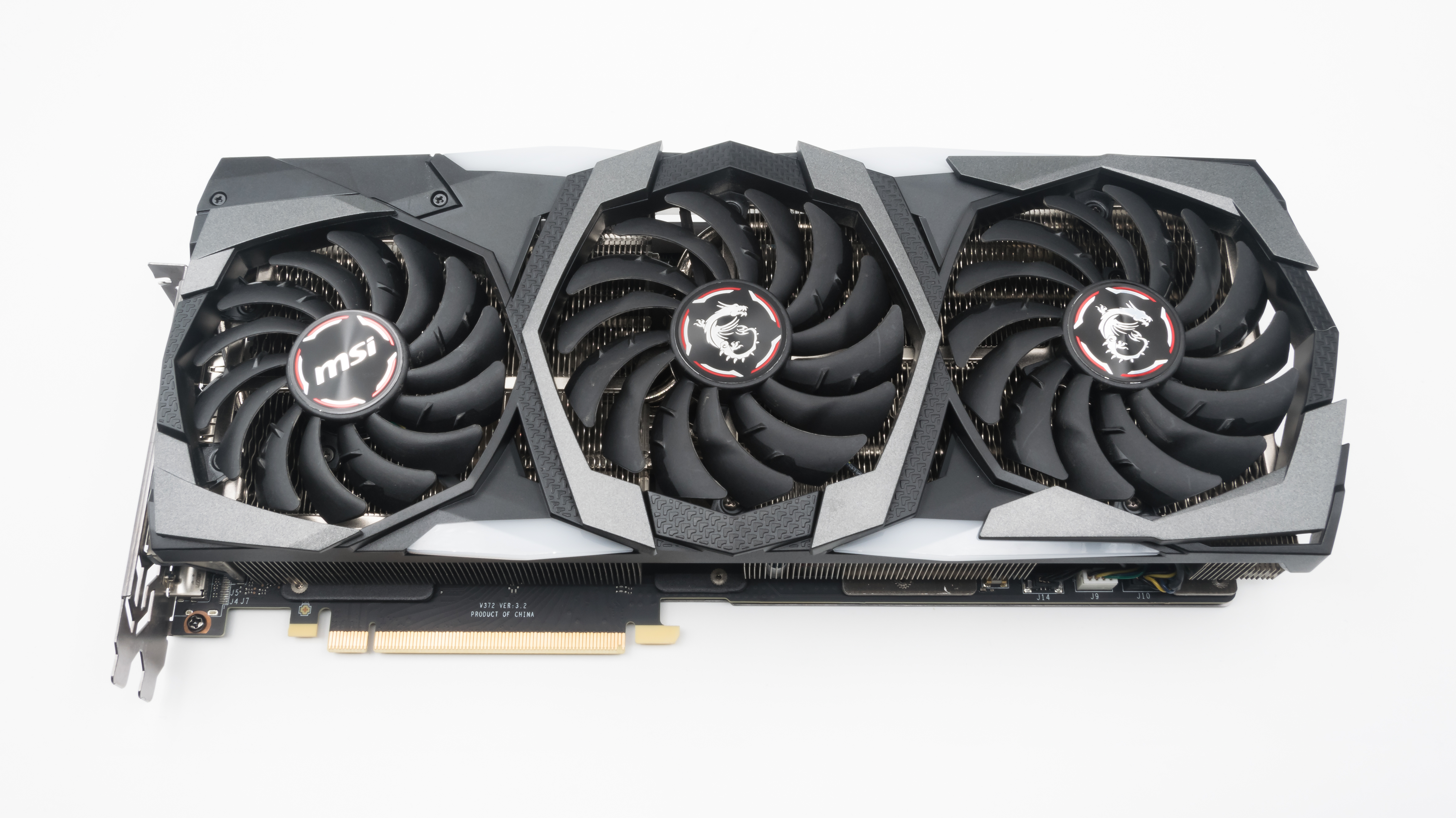
Wentylatory na karcie graficznej

### Łożysko
W budowie wentylatorów używane są następujące łożyska:
- Kulkowe – żywotność ok. 63 000 godzin przy 50 °C, odporne na wysoką temperaturę. Wśród kulkowych można spotkać także łożyska podwójne kulkowe, charakteryzujące się podwyższoną trwałością i mniejszą emisją hałasu podczas pracy. Optymalny montaż: horyzontalny i wertykalny[2].
- Ślizgowe – żywotność ok. 40 000 godzin przy 50 °C, niska odporność na temperaturę. Wentylatory wyposażone w tego typu łożyska są tańsze i cichsze od wentylatorów używających łożysk kulkowych. Optymalny montaż: wertykalny[2].

Łożyska mają to do siebie, że wraz z długością pracy, rośnie generowany przez nie hałas. Ich konstrukcję usprawnia się przez cały czas, stosując specjalne smary, które podnoszą żywotność oraz obniżają nieprzyjemny i uciążliwy szum oraz wibracje, zwiększając kulturę ich pracy.

### Hałas
Jest ściśle związany z prędkością obrotową wentylatora, a więc i przepływem powietrza oraz zastosowanym typem łożyska. Większość wentylatorów ma konwencjonalne łopatki, opracowane do dużych prędkości obrotowych, które wytwarzają duży strumień powietrza, ale i jednocześnie duży hałas (zob. dB). Żeby go obniżyć, wystarczy zmniejszyć prędkość obrotową, co jednakże powoduje również zmniejszenie przepływu powietrza. Głośną pracę wentylatora można częściowo zniwelować odpowiednio zwiększając jego rozmiar i liczbę łopatek (zwykle siedem lub jedenaście), dzięki czemu przy niskich obrotach można uzyskać zadowalającą jego wydajność. Niskie obroty mają jeszcze inne zalety: łożysko mniej hałasuje i mniej się zużywa.

### Rozmiar
Stosowane są wentylatory w bardzo wielu rozmiarach, odpowiednio dobranych do zastosowania:
- do procesora i karty graficznej – 60, 80, 92, 100, 120, 140 lub 150 mm;
- do chipsetu – 40, 50 lub 60 mm;
- do twardego dysku – 120 mm;
- do zasilacza – 60, 80, 92, 120, niektóre posiadają nawet 140 mm;
- do obudowy – 80, 92, 120, 130, 140, niektóre obudowy pozwalają nawet na montaż wentylatorów o rozmiarach 180, 200 czy 250 mm;
- do chłodnicy wchodzącej w skład chłodzenia wodnego – 80, 92, 120, 140, 180, 200 mm.

### Zasilanie
Zazwyczaj wtyczka do podłączenia wentylatora jest 3-pinowa albo 4-pinowa. Wtyczki 3-pinowe są najczęściej spotykane w tańszych konstrukcjach, natomiast 4-pinowe w wentylatorach lepszej jakości, a zarazem droższych. Te ostatnie wtyczki pozwalają na zastosowanie metody PWM do sterowania obrotami wentylatora, co jest bardziej precyzyjną metodą od zwykłej zmiany napięcia. Istnieją też najprostsze podłączenia wentylatorów jedynie przy pomocy wtyczki 2-pinowej, czyli bez tachometra i kontrolera obrotów.
Poniższa tabela przedstawia kolory przewodów we wtyczce zasilającej wentylator:
|  | P1 | czarny    | Masa (GND)                                           |
|  | P2 | czerwony  | Napięcie (5-12 V)                                    |
|  | P3 | żółty     | tachometr (RPM), czujnik obrotów                     |
|  | P4 | niebieski | PWM (ang. Pulse Width Modulation), kontroler obrotów |